# Yokohama Rubber Company
Yokohama Rubber Company, Limited is een Japanse bandenfabrikant, gevestigd in Tokio, Japan.

## Activiteiten
De belangrijkste activiteit is de productie van banden voor personen-, bestel- en vrachtwagens. Deze verkopen vertegenwoordigen zo’n 70% van de totale omzet. De bekendste band van Yokohama is de ADVAN, deze band wordt vaak uitsluitend met deze naam afgedaan. Het maakt ook banden voor agrarische en andere gespecialiseerde voertuigen en dit heeft een omzetaandeel van ruim 10%. Verder produceert het bedrijf producten van rubber voor diverse toepassingen zoals lopende banden, hogedrukleidingen en stootkussens voor de scheepvaart.
Japan is de belangrijkste afzetmarkt, hier werd in 2020 zo'n 40% van de omzet behaald en Noord-Amerika staat op de tweede plaats met 25%. Gemeten naar omzet over het jaar 2020, stond Yokohama Rubber op de achtste plaats van grootste bandenfabrikanten wereldwijd.

## Geschiedenis
Het bedrijf is in 1917 ontstaan uit een joint venture tussen Yokohama Cable Manufacturing en BFGoodrich. In 1920 werd de eerste fabriek gecompleteerd, de Hiranuma fabriek in Yokohama. Enige jaren later werd deze al weer verwoest in de grote Kanto aardbeving van 1923. Een nieuwe fabriek werd gebouwd en in 1930 rolde de eerste band van de productielijn. Tot 1937 werden de banden onder de merknaam Goodrich verkocht, maar in dat jaar werd Yokohama de nieuwe merknaam. Er werden nieuwe vestigingen geopend in Zuidoost-Azië. In 1945 waren de belangrijkste productielocaties in Japan vernietigd door de Amerikaanse luchtbombardementen.
Na de oorlog werd de schade hersteld en de productie van banden werd hervat. Yokohama profiteerde van het succes van de Japanse automerken op de wereldmarkt en de bandenproductie steeg fors. Andere producten van rubber werden opgepakt zoals afdichtingsmaterialen en lopende banden. In 1969 breidde het concern zich uit naar Amerika onder de naam Yokohama Tire Corporation. In 1983 sloot het een samenwerkingsovereenkomst met het Koreaans Hankook Tire en nam een aandelenbelang in dit bedrijf in 1986. Met andere bedrijven in de regio werden ook samenwerkingsovereenkomsten gesloten, waaronder in Indonesië, India en Taiwan. In 1981 verkocht BFGoodrich haar meerderheidsbelang in de onderneming aan Japanse bedrijven.
In oktober 1989 werd het Amerikaanse Mohawk Rubber Company overgenomen om de Amerikaanse positie te versterken.
In maart 2022 maakte het bedrijf bekend de bandenactiviteiten van Trelleborg AB te gaan overnemen. Yokohama Rubber is bereid zo'n € 2,1 miljard te betalen. Deze activiteit betreft banden voor de agrarische sector, circa 60% van de totale omzet van dit bedrijfsonderdeel, industriële banden (20%) en de rest betreft banden voor voertuigen in de bouw en motorfietsen. Er werken bijna 7000 mensen bij dit bedrijfsonderdeel. De koop werd in mei 2023 afgerond.

## Sport
Yokohama is actief als sponsor in een aantal takken van de sport. Het bedrijf sponsort de Engelse voetbalploeg Chelsea, en is bandenleverancier van het WTCC. Hiernaast sponsort het een aantal teams in de NBA.